# الروند
الروند (به انگلیسی: Elrond) یک شخصیت خیالی در رشته‌افسانه‌های تالکین است. هر دو والدین او نیمه الف نیمه انسان بودند. او حامل حلقه ویلیا (حلقه هوا) یکی از حلقه‌های ۱۹گانه، و ارباب ریوندل است. در نبرد آخرین اتحاد، پس از نابودی سائورون وی ایسیلدور را به کوه هلاکت برده تا حلقه یگانه را نابود سازد اما ایسیلدور از این کار سر باز زده و حلقه را نگه‌داشت. پس از کشته شدن پادشاه الف‌ها یعنی گیل-گالاد در نبرد آخرین اتحاد الف‌ها و انسان‌ها وی به عنوان جانشین پادشاه نولدور معرفی شد اما وی تاج و تخت را نپذیرفت و در دوران سوم ترجیح می‌داد تا بیشتر در اقامت‌گاهش در ریوندل بماند. سه سال پس از نبرد مورانون و سقوط سائورون وی به همراه گالادریل، گندالف، بیلبو بگینز و فرودو بگینز سرزمین میانه به سمت والینور ترک کرد.